# Port lotniczy Oshakati
Port lotniczy Oshakati (IATA: OHI, ICAO: FYOS) – port lotniczy położony w Oshakati, w Namibii.